# لافينيا ستودارد
لافينيا ستودارد (بالإنجليزية: Lavinia Stoddard)‏ (29 يونيو 1787، غويلفورد في الولايات المتحدة - 8 نوفمبر 1820)؛ كاتِبة وشاعرة أمريكية.